# If You Only Knew
"If You Only Knew" é uma canção escrita por Brent Smith e Dave Bassett, gravada pela banda Shinedown.
É o quarto single do terceiro álbum de estúdio lançado em 2008, The Sound of Madness.

## Paradas
| Paradas (2009)                          | Melhor posição |
| --------------------------------------- | -------------- |
| Canadá Hot 100                          | 64             |
| Billboard Hot 100                       | 42             |
| Billboard Hot Adult Contemporary Tracks | 46             |
| Billboard Hot Adult Top 40 Tracks       | 12             |
| Billboard Top 40 Mainstream             | 21             |
| Billboard Hot Mainstream Rock Tracks    | 2              |
| Billboard Active Rock                   | 2              |
| Billboard Alternative Songs             | 7              |
| Billboard Rock Songs                    | 4              |